# Manuel Sánchez Salorio
Manuel Sánchez Salorio (La Coruña, 22 de enero de 1930 - La Coruña, 16 de marzo de 2023) fue un médico oftalmólogo y humanista español que configuró una escuela científica española conocida actualmente como Escuela Gallega de Oftalmología. Fue Académico Numerario de la Real Academia de Medicina y Cirugía de Galicia.

## Trayectoria académica
Hijo de oculista y sobrino de Juan José Barcia Goyanes, percibió precozmente su hálito familiar: la cátedra universitaria.
Licenciado en Medicina por la Universidad de Santiago de Compostela (1946-52), con Premios “Extraordinario” y el “Nacional Fin de Carrera”. Doctor por la misma Universidad, con Premio Extraordinario (tesis titulada: “La regulación nerviosa de la tensión ocular”, 1955). Realizó la especialidad de Oftalmología con su padre primero y luego con el profesor Ángel Moreu González-Pola (catedrático de Oftalmología de Santiago 1903-1961).
Éste lo nombró su profesor Adjunto (1956-63), deviniendo luego a su muerte encargado de Cátedra y finalmente catedrático de esa disciplina en la misma Universidad (1963). Aprendió cirugía ocular a la española  asistiendo a los servicios de Hermenegildo Arruga, Ignacio Barraquer y Ramón Castroviejo.
El 27 de febrero de 1981 ingresó, como Académico Numerario, a la Real Academia de Medicina y Cirugía de Galicia.

## Maestro
Fiel exponente de la Universidad autárquica creó la escuela científica española inicialmente conocida como Escuela Profesional de Oftalmología y que suele llamarse hoy Escuela Gallega de Oftalmología anexa a dicha Cátedra.
Fue Vicedecano de la Facultad de Medicina y Vicerrector de Extensión Universitaria de la Universidad de Santiago de Compostela (1975).
Uno de los miembros más antiguos del cuerpo médico de la comunidad gallega y remiso a la jubilación, actualmente es director de la Fundación Instituto de Oftalmología de Galicia (Ingo).
Escribió numerosos artículos para la “Revista Española de Oftalmología” y otras publicaciones de la especialidad. Su escuela hizo importantes aportaciones científicas sobre la circulación de la retina y, muy especialmente, ofreció una solución al tratamiento de la enfermedad ocular llamada glaucoma, frecuente en Galicia.
Con motivo de su muerte, el político gallego Alberto Núñez Feijóo dijo que el fue «un referente de la medicina y uno de los artífices de la sanidad pública gallega».